# Légia
Pour l’article homonyme, voir Légia (bière).
Cet article possède un paronyme, voir Leggia.
La Légia est un ruisseau de Belgique d'une longueur d'environ 5 kilomètres, et dont le confluent avec la Meuse constitue le premier foyer de développement de la ville de Liège. À l'exception de sa source, le ruisseau est aujourd'hui presque entièrement couvert et canalisé, mais son eau a cependant été dissociée des égouts et peut être vue, dans une fontaine artificielle, rue Simon Dister à Ans.

## Géographie

### Sources
La Légia prend sa source en bordure du plateau hesbignon, à Ans. Il y avait de multiples zones de sources, en tête de vallée, au contact entre la craie aquifère et la smectite de Herve sous-jacente.  Une source semi-naturelle peut-être observée Rue Deprez-Houdret, en passant sous le pont du chemin de fer. Là, un ru, constituant de la Légia suinte d'une vaste zone marécageuse - les eaux d'une areine de charbonnage s'y ajoutent. Ces eaux de la Légia passent sous le pont du chemin de fer, puis longent celui-ci, toujours en pertuis. Le ruisseau réapparaît brièvement en surface le long de la rue Simon Dister, sur un tracé créé pour ne pas amener les eaux de la Légia (qui, là, sont toujours presque propres) dans une station d'épuration. 
Une autre source, aujourd'hui cachée, se trouve sous un bâtiment au-dessus de la côte d'Ans. On peut voir sa résurgence en face de la bibliothèque Arsène Soreil, près de l'ancienne piscine, à hauteur du no 5 de la rue Coq Fontaine,.
La partie à l'air libre, située place Nicolaï à Ans est une reconstitution purement symbolique de la Légia, fonctionnant en circuit fermé.

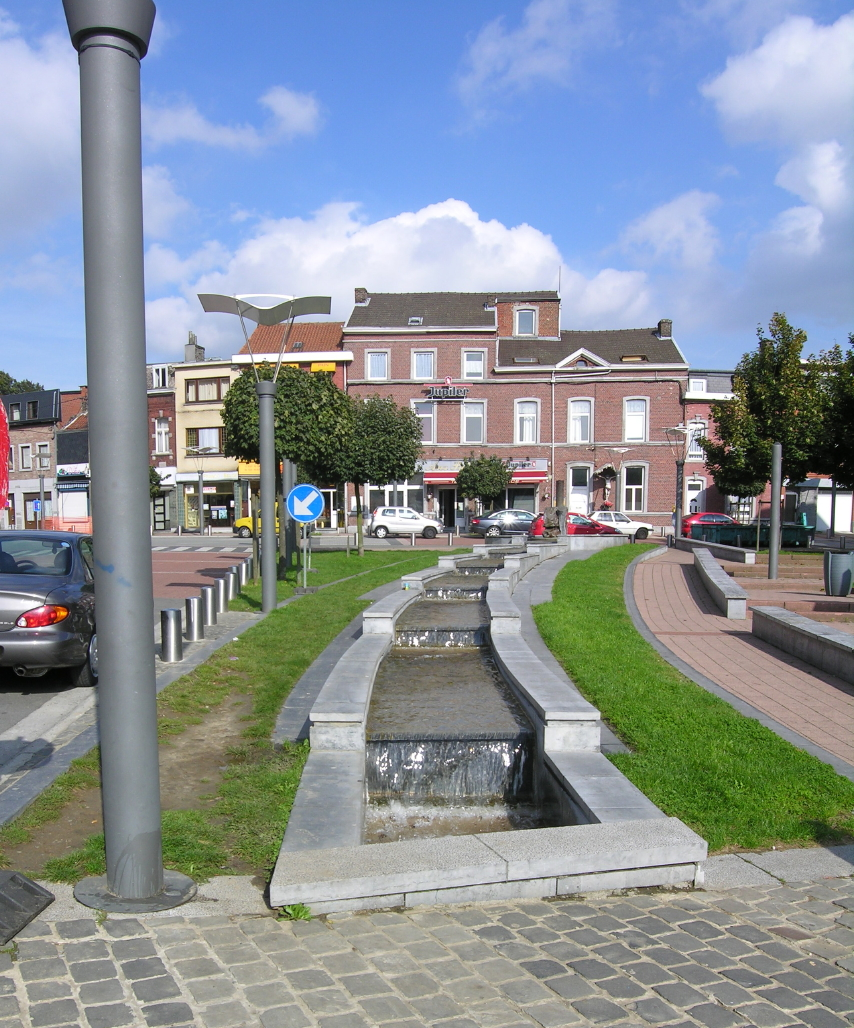
Évocation symbolique de la Légia à Ans

### Cours principal
En 1697[citation nécessaire], le cours de la Légia a été détourné par la construction d'une galerie de 2 800 mètres dont on a récemment[Quand ?] retrouvé la trace.
Le ruisseau passait à l'air libre place du Brouck (marais, actuellement place Hector Denis) et s'enfonçait dans le coteau pour amener ses eaux au second moulin de la Légia, le moulin Renson, situé au sommet du promontoire schisteux que l'on trouve au bas de la rue de la Légia. Le long de cette même rue, le mur de soutènement du talus est constitué d'anciennes dalles qui recouvraient le ruisseau. En suivant son cours, on passe rue des Moulins et plus bas encore, rue des Meuniers, témoignages de l'utilisation de ce cours d'eau comme force motrice.
Ayant dévalé la côte d'Ans, la Légia rejoint le ruisseau de Glain aux environs de l'actuel quartier de Sainte-Marguerite, entre le promontoire du Publémont et la colline de Sainte-Walburge. Elle s'écoulait alors successivement aux environs de la rue Bas-Rhieu, la rue des Meuniers, la rue Corémolin, une petite section de la rue Sainte-Marguerite, la rue Saint-Séverin, la rue Léon Mignon, le Cadran et la rue Fond Saint-Servais. Aux environs de l'actuelle place Saint-Lambert, elle s'étiolait en plusieurs bras, générant un cône de déjection surélevé d'environ 7 mètres par rapport au fleuve, qui donna naissance au site de la place. Le lieu semble avoir été occupé pratiquement sans discontinuer pendant 50 000 ans.
Arrivé place Saint-Lambert, le cours d'eau prenant le nom de rieux du Canal suivait la rue Derrière le Palais où il passait sous les ponts de l'Épervier, de l'Évêque et de pierre. Ce tronçon fut voûté en 1666, et, en 1680, l'administration colloqua en cet endroit le Marché aux vieux Warriers (aux fripiers), ancêtre du marché aux puces de la place Delcour.
Le rieux, parvenu à hauteur de la 3e cour du palais des Princes-Évêques (cour Saint-André), perdait un bras, lequel prenait le nom de rieux des Pêcheurs. Le cours principal, arrivé en face du couvent des mineurs, descendait la rue des Mineurs, étroite, tortueuse et coupée par plusieurs « ârvôs » ou portiques; et il atteignait le coin de Féronstrée où il perdait un nouveau bras. Il fut couvert en 1749. Ici, la Légia servait d'égout à la Petite Halle des Vignerons, qui faisait l'angle de Féronstrée et de la rue du Pont, elle allait ensuite se jeter dans la Meuse à proximité du quai de la Ribuée.

### Rieux des Pêcheurs
Le rieux des Pêcheurs qui doit son nom à l'« Apleit », le principal marché au poisson de rivière de la ville qui s'y tenait au niveau de la place du Marché,, se détache du rieux du Canal au niveau de la 3e cour du palais des Princes-Évêques (cour Saint-André).
Il traversait ladite cour y faisant tourner li Molin à Brâ ainsi désigné parce qu'affermé au Bon Métier des Brasseurs, puis il s'insinuait entre l'église Sainte-Ursule et la prison du Maire et ensuite débouchait sur la place du Marché, le Forum liégeois. Là, il alimentait les viviers successifs de l'Apleit, en emportait les détritus, et s'en allait baigner les murailles de la Grande Manghenie sur l'emplacement de la rue du Casque à laquelle il servait d'égout en suivant la rue de la Madeleine. Il finit par rejoindre la Meuse par la rue du Rêwe, non loin de l'actuel pont des Arches.

### Rieux de Féronstrée
Le bras Féronstrée se détachait du cours principal au niveau de l'angle de Féronstrée et de la rue du Pont. Ce bras suivait Féronstrée, passait sous la Hasselinporte, ou porte de Hasselt, et allait jusqu'à la paroisse Saint-Jean-Baptiste où il recevait la Richeronfontaine.
Cet autre ruisseau qui jaillissait du sol dans la rue Mère-Dieu baignait les hôtels patriciens de la rue Hors-Château, puis à hauteur du couvent des Carmes déchaussés, elle traversait la chaussée qui l'enjambait par le pont des Tisserands; et elle pénétrait dans la halle aux draps de Liège. C'était en sortant de celle-ci que la Richeronfontaine se jetait dans la Légia. En face de la rue Barbe-d'Or, les deux ruisseaux en recevaient un troisième qui s'était séparé de la Meuse, au marché aux fruits, puis ils alimentaient les cuves des Foulons dans la rue de ce nom, qui n'existe plus, et entraient à la Meuse, au lieu-dit « En Hongrée ».

## Régime pluvial

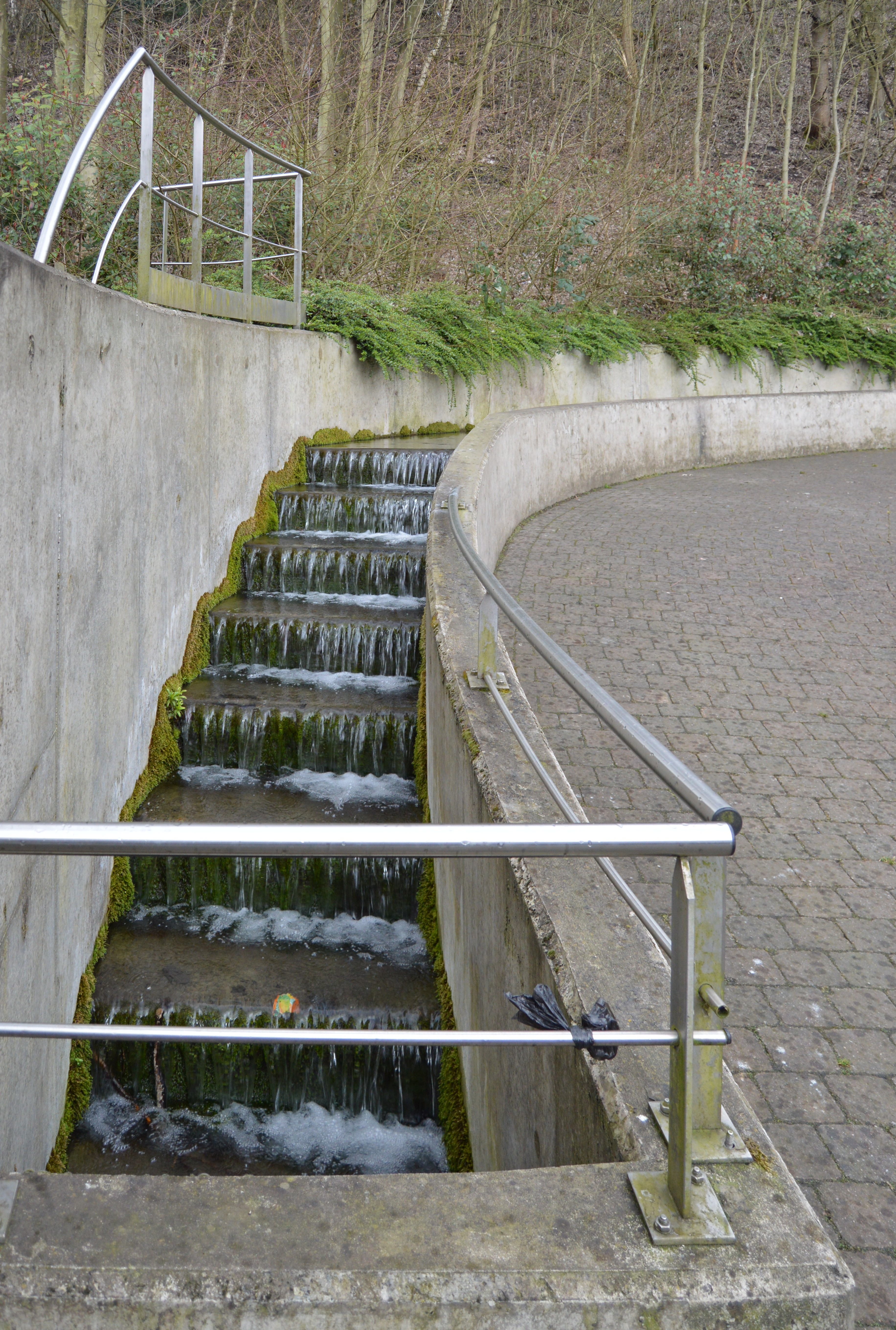
La Légia à Ans, rue Simon Dister

Malgré un parcours relativement modeste, la Légia est le siège de crues qui sont restées dans l'histoire.  Le 7 juin 1118, en 1189, 1463, 1546, 1651, 1703, le 25 juin 1891, le 30 mai 1908, en 1921, 1925... des pluies importantes ont provoqué d'importants dégâts, provoquant des destructions de maisons, de ponts et parfois des pertes humaines. On peut voir aujourd'hui un bassin d'orage au pied de la côte d'Ans (1925), mais il en existe un également sous la place Hector Denis. Un important égout fut construit rue Saint-Séverin au début du XXe siècle, mais, de nos jours encore, il n'est pas rare que le bas du quartier Sainte-Marguerite et la place Saint-Lambert soient la proie des inondations. Il suffit pour cela d'un gros orage avec un vent venant du nord-ouest. L'eau, tombant sur Ans, dévale la pente en même temps que la pluie arrive sur Liège ; l'addition des deux provoque le débordement des égouts.

## Étymologie
On retrouve pour la première fois le nom « Legia » en 694 pour localiser Sloten, l’actuel Sanctuaire de Lourdes. Près de la ville de Gand, il est inscrit super fluvio Legia au-dessus de la Lys. On pense que le mot celtique « Legia » signifie : celle qui coule, un courant, l’eau[réf. nécessaire]. En ancien irlandais on reconnaît le mot legaim, couler[réf. nécessaire].
Contrairement à une idée répandue, ce n'est pas le ruisseau qui a donné son nom à la ville mais l'inverse.